# Путниковић
Путниковић је насељено место у саставу општине Стон, Дубровачко-неретванска жупанија, Република Хрватска.

## Географски положај
Путниковић се налази у континенталном делу полуострва Пељешца, са десне стране, а ван главног пута који повезује места на Пељешцу од Стона до Ловишта.
Становници се баве пољопривредом, гајењем маслина и виноградарством.

## Историја
До територијалне реорганизације у Хрватској налазио се у саставу старе општине Дубровник.

## Становништво
На попису становништва 2011. године, Путниковић је имао 82 становника.
| Број становника по пописима | Број становника по пописима | Број становника по пописима | Број становника по пописима | Број становника по пописима | Број становника по пописима | Број становника по пописима | Број становника по пописима | Број становника по пописима | Број становника по пописима | Број становника по пописима | Број становника по пописима | Број становника по пописима | Број становника по пописима | Број становника по пописима | Број становника по пописима |
| --------------------------- | --------------------------- | --------------------------- | --------------------------- | --------------------------- | --------------------------- | --------------------------- | --------------------------- | --------------------------- | --------------------------- | --------------------------- | --------------------------- | --------------------------- | --------------------------- | --------------------------- | --------------------------- |
| 1857                        | 1869                        | 1880                        | 1890                        | 1900                        | 1910                        | 1921                        | 1931                        | 1948                        | 1953                        | 1961                        | 1971                        | 1981                        | 1991                        | 2001                        | 2011                        |
| 289                         | 270                         | 289                         | 267                         | 326                         | 288                         | 267                         | 253                         | 248                         | 243                         | 217                         | 222                         | 178                         | 160                         | 105                         | 82                          |

Напомена: Од 1880. до 1971. садржи податке за бивше насеље Присоје које је 1900, 1910. и 1948. исказивано као насеље.

### Попис1991.
На попису становништва 1991. године, насељено место Путниковић је имало 160 становника, следећег националног састава:
| Попис 1991.‍ | Попис 1991.‍ | Попис 1991.‍ | Попис 1991.‍ | Попис 1991.‍ |
| ----------- | ----------- | ----------- | ----------- | ----------- |
|             |             |             |             |             |
| Хрвати      | Хрвати      |             | 150         | 93,75%      |
| Југословени | Југословени |             | 2           | 1,25%       |
| Срби        | Срби        |             | 1           | 0,62%       |
| непознато   | непознато   |             | 7           | 4,37%       |
| укупно: 160 |             |             |             |             |